# BSA P92 Isolastic
De BSA P92 Isolastic was een prototype van een 500cc-motorfiets, ontworpen door Norton-Villiers-Triumph in 1975. Hoewel het prototype de naam "BSA" kreeg, was het merk BSA al enkele jaren failliet. De merknaam was in bezit van Dennis Poore, de eigenaar van NVT. Het was de bedoeling om de motorfiets onder de merknaam "Norton" op de markt te brengen.

## Voorgeschiedenis
In 1951 was het merk Triumph overgenomen door BSA, waardoor de BSA-groep ontstond. In de jaren zestig was het merk BSA steeds minder populair geworden, terwijl Triumph nog goed verkocht werd, vooral in de Verenigde Staten. De beide merken behoorden weliswaar tot hetzelfde concern, maar beconcurreerden elkaar sterk en er was nauwelijks sprake van samenwerking. Aan het einde van de jaren zestig was BSA vrijwel failliet. Men realiseerde zich dat er nieuw materiaal ontwikkeld moest worden om de opkomst van de Japanse merken te pareren, maar er was geen geld en bovendien stonden de modernste productiemiddelen in de Triumph-fabriek in Meriden, sinds 1942. Ze waren dus bijna dertig jaar oud en moesten nodig vervangen worden. Men ontwikkelde de 750cc-driecilinders Triumph Trident en BSA Rocket 3, maar ook die machines waren niet identiek, wat de productiekosten verhoogde. Bovendien waren ze met hun stoterstangenmotoren onmiddellijk verouderd toen in augustus 1969 de Honda CB 750 met bovenliggende nokkenas verscheen. Deze machine had, behalve een betere afwerking, ook al een startmotor en elektrische richtingaanwijzers en kende veel minder technische problemen.

### BSA B50, BSA Fury en Triumph Bandit
In 1971 had BSA de 441cc-BSA Victor doorontwikkeld tot de 500ccBSA B50, een eencilinder met een boring van 84 mm en een slag van 90 mm. BSA ging in 1972 failliet en de laatste versie van de B50, de B50MX-crossmotor werd als Triumph TR5MX verkocht. In 1970 ontwierp voormalig (gepensioneerd) directeur Edward Turner een nieuwe 350cc-paralleltwin met dubbele bovenliggende nokkenas, die onder twee merknamen verkocht zou gaan worden: als Triumph Bandit en als BSA Fury. Hoewel de Triumph Bandit al in de catalogi van 1971 stond, werd het model nooit in productie genomen. Er waren echter wel veel zaken nieuw ontwikkeld, zoals het dubbele wiegframe.

## BSA P92 Isolastic
NVT was in bezit van de merknamen BSA, Triumph, Norton en Villiers. Dat laatste bedrijf in Wolverhampton was bekend van zijn tweetaktmotoren die als inbouwmotor werden verkocht, maar bouwde intussen de motorblokken voor Norton. Bij gebrek aan productiemiddelen moest de nieuwe Norton-eencilinder worden gebouwd uit bestaande onderdelen. Er werden onder de naam BSA P92 Isolastic ten minste drie prototypen gebouwd, allemaal verschillend, maar met het motorblok van de BSA B50MX en het frame van de Triumph Bandit/BSA Fury. Een bekend exemplaar had daarbij een voorspatbord van een Triumph Trident en een duozadel van een Norton Commando. De naam "Isolastic" stond voor de rubber-ophanging van het motorblok in het frame om de trillingen te verminderen. Het was uitgevonden door Norton en werd vanaf 1967 op Norton-motorfietsen gebruikt.
Ook de BSA P92 Isolastic (of Norton P92 Isolastic) kwam nooit in productie doordat ook NVT failliet ging.

## Afbeeldingen

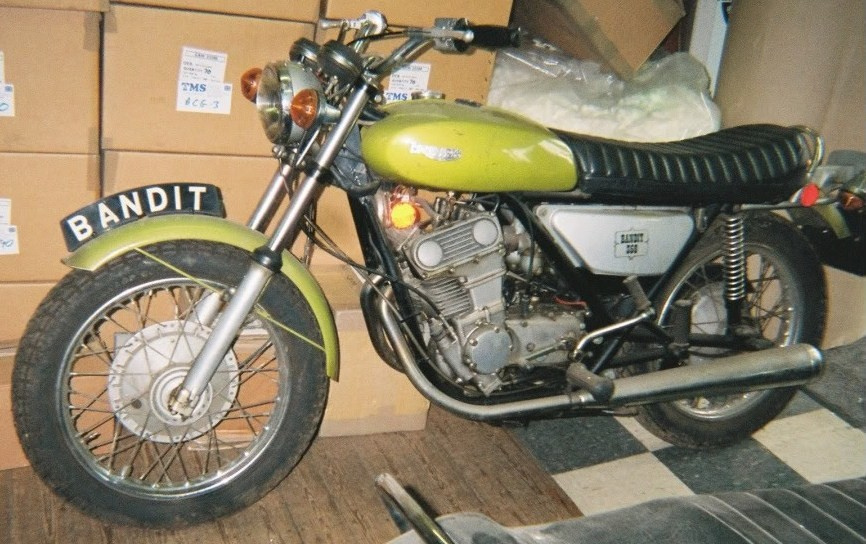
De BSA P92 Isolastic was samengesteld uit het rijwielgedeelte van de Triumph Bandit...
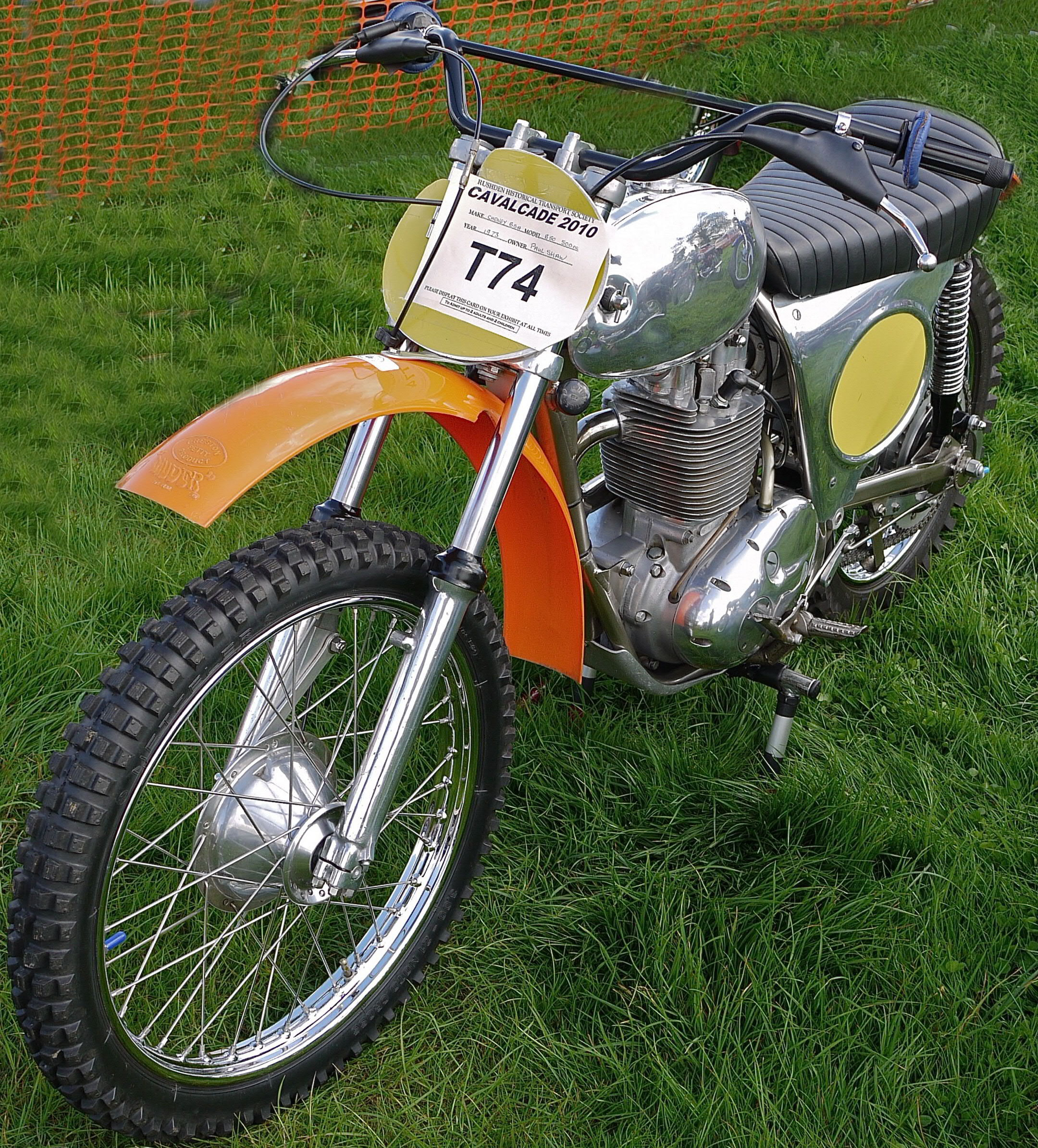
...en het motorblok van de BSA B50

.